# Autoportrait (Rembrandt, 1660)
Pour les articles homonymes, voir Autoportrait (homonymie).
L'Autoportrait est une peinture réalisée à l'huile sur toile en 1660 par l'artiste hollandais Rembrandt, l'un de ses plus de 40 autoportraits. Peint lorsque l'artiste avait cinquante-quatre ans, on peut voir « le front ridé, l'expression inquiète et l'état troublé de son esprit ». Faisant partie de la collection Benjamin Altman, il est conservé au Metropolitan Museum of Art de New York depuis 1913.

## Description
Le portrait est daté de 1660, alors que le peintre avait cinquante-quatre ans. Ce fut une année d'anxiété pour lui, qui venait d'être déclaré en faillite. Il a vu sa collection de trésors d'art vendue aux enchères et lui-même abandonné par ses élèves et ses amis, sans atelier à lui pour installer son chevalet. Dans ce portrait, Rembrandt signe une oeuvre de maturité, apportant toutes les compétences et les ressources d'une vie consacrée à la création. Le soulèvement des sourcils qui plissent son front est celui d'une impatience capricieuse, mais l'étincelle dans ses yeux refuse la défaite. La bouche est tirée et la marque d'une négligence imméritée est évidente dans les rides prématurées, mais une certaine fierté joyeuse se cache dans le bonnet incliné et la tête relevée. Une pointe de pitié nous traverse, pour être remplacée par une vive satisfaction qu'on se souvienne de lui, le négligé, et qu'eux, les aristocrates, soient oubliés. Bien que ce grand artiste ait vécu plusieurs années de plus, ce furent des années de misère, et il n'a peint qu'une seule autre grande œuvre, Le Syndic de la guilde des Drapiers, aujourd'hui au Rijksmuseum d'Amsterdam. Sa grande réputation a subi une éclipse presque totale, bien qu'aujourd'hui il soit probablement le peintre le plus populaire qui ait jamais vécu. Pourtant, il n'a jamais perdu son courage, et comme dans ce portrait, il montre courageusement sa tête et porte son chapeau avec désinvolture, comme s'il défiait les problèmes qui l'engloutissaient.

## Composition
Techniquement, ce portrait montre Rembrandt à son meilleur. Le chapeau, d'un noir riche, et le fond, d'un vert chaud, sont peints en douceur. Les ombres du visage sont fines, chaudes et transparentes, tandis que les parties les plus claires, comme sur la joue, sont posées avec un pinceau bien chargé, suggérant la texture de la chair et brillantes de couleur. Sur un gilet rouge, Rembrandt porte un lourd manteau brunâtre.

## Provenance
- Date inconnue : Duc de Valentinois, Paris
- entre le 15 juillet 1802 et le 17 juillet 1802 : vente anonyme chez Lebrun, Paris (hôtel des ventes)
- en 1825 : William Waldegrave, 1er baron Radstock (1753–1825)
- 13 mai 1826 : acheté par Alexander Baring, 1er baron Ashburton (1774–1848), lors de la vente de la collection de William Waldegrave, 1er baron Radstock chez Christie's, Londres
- 1848 : hérité par Bingham Baring, 2e baron Ashburton (1799–1864), d'Alexander Baring, 1er baron Ashburton
- 1864 : hérité par Francis Baring, 3e baron Ashburton (1800–1868), de Bingham Baring, 2e baron Ashburton
- 1868 : hérité par Alexander Baring, 4e baron Ashburton (1835–1889), de Francis Baring, 3e baron Ashburton
- 1889 : hérité par Francis Baring, 5e baron Ashburton, d'Alexander Baring, 4e baron Ashburton
- en 1908 : Arthur J. Sulley & Co. (marchands d'art), Londres
- 1909/1910 : obtenu par Charles Sedelmeyer (marchand d'art), Paris
- 1909/1910 : acheté par Benjamin Altman (1840-1913), New York, à Charles Sedelmeyer, Paris
- 1913 : légué au Metropolitan Museum of Art, New York, par Benjamin Altman, New York

## Autoportraits associés de Rembrandt

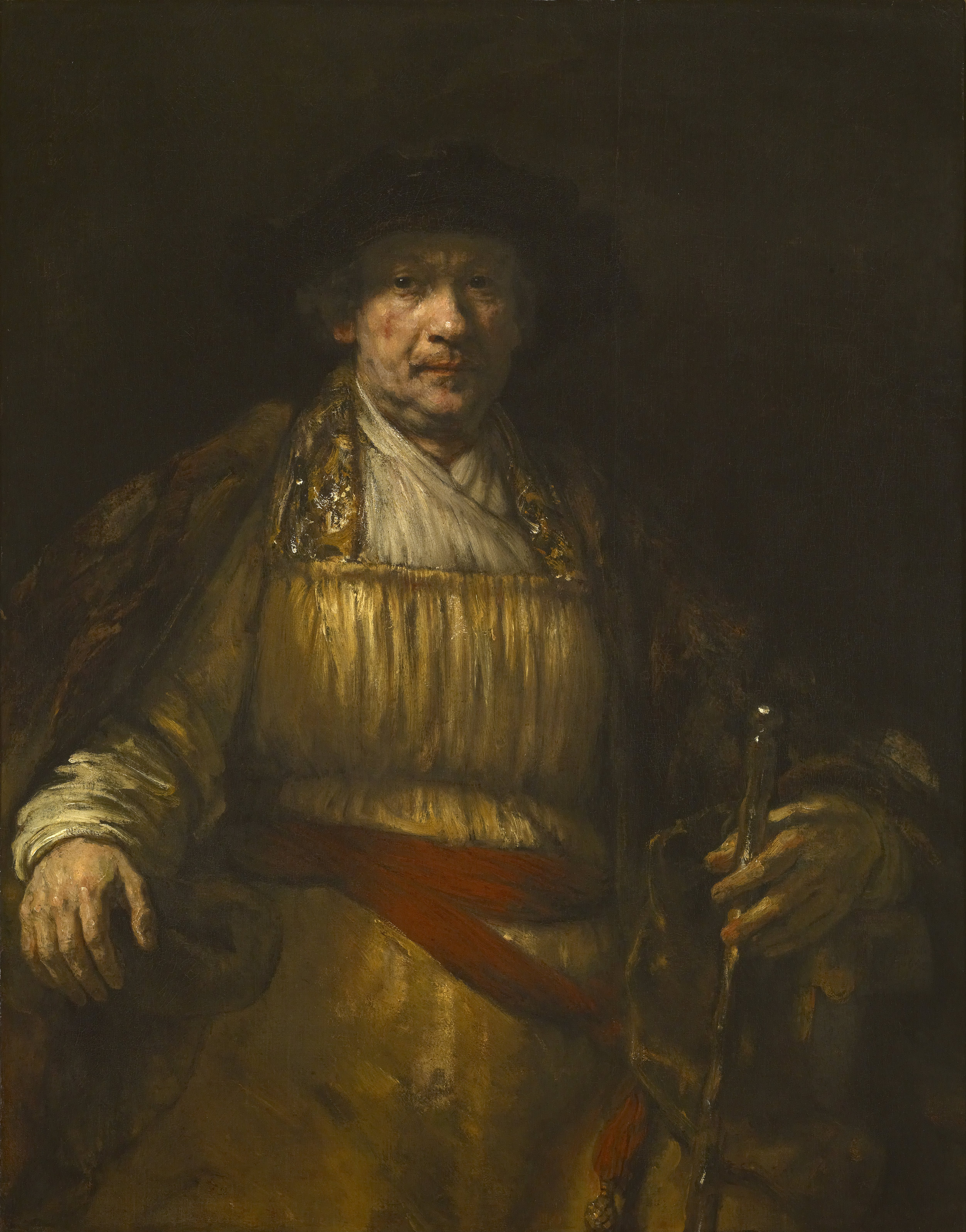
Autoportrait, 1658. Frick Collection, New York

L'Autoportrait de 1658, appartenant à la Frick Collection, permet une comparaison intéressante. Dans le portrait de la Frick Collection, bien qu'il ait également été peint à une époque troublée, Rembrandt se représente comme s'il était un philosophe ou un prophète à qui tout sauf ses propres pensées est indifférent. Dans le tableau d'Altman, il est prématurément vieilli par ses ennuis et harcelé par les soucis, « les petits soucis et les angoisses de la vie quotidienne ». Son front est plissé et la bouche est tirée, mais le bonnet est incliné un peu désinvolte d'un côté et la tête est droite et fière.